# (8651) Алинрэйналь
(8651) Алинрэйналь (лат. Alineraynal) — астероид, относящийся к группе астероидов, пересекающих орбиту Марса. Он был открыт 29 декабря 1989 года бельгийским астрономом Эриком Эльстом в обсерватории Верхнего Прованса и назван в честь профессора ботаники Мюнхенского Национального музея Алины Рейналь-Рокес.

Орбита астероида Алинрэйналь и его положение в Солнечной системе